# Valamugil buchanani
Valamugil buchanani is een straalvinnige vissensoort uit de familie van harders (Mugilidae). De wetenschappelijke naam van de soort is voor het eerst geldig gepubliceerd in 1854 door Bleeker.
De vis is bekend als bloustert-harder (blauwstaartharder) in het Afrikaans en komt voor aan de zuid- en oostkust van Zuid-Afrika vanaf de Breederivier en kan een lengte van 1 meter bereiken. Het lijf heeft een zilveren kleur, de bovenzijde is blauwgrijs tot groenig. Iedere schub bezit een donkere spikkel in het midden en de staart is donkergrijsblauw. De vis heeft een voorkeur voor open strandmeren.